# Браун, Дейл
Роберт Дейл Браун (англ. Robert Dale Brown; род. 15 декабря 1971, Калгари) — канадский боксёр, представитель полутяжёлой и первой тяжёлой весовых категорий. Выступал за сборную Канады по боксу в первой половине 1990-х годов, дважды бронзовый призёр чемпионатов мира, победитель Игр Содружества, обладатель бронзовой медали Панамериканских игр, пятикратный чемпион канадского национального первенства, участник летних Олимпийских игр в Барселоне. В период 1995—2007 годов боксировал на профессиональном уровне, был претендентом на титулы чемпиона мира по версиям IBF и WBA.

## Биография
Дейл Браун родился 15 декабря 1971 года в городе Калгари провинции Альберта, Канада. Проходил подготовку в местном боксёрском клубе «Боу-Уотерс».

### Любительская карьера
Первого серьёзного успеха на взрослом международном уровне добился в сезоне 1990 года, когда впервые одержал победу на чемпионате Канады по боксу, вошёл в основной состав канадской национальной сборной и побывал на Играх Содружества в Окленде, откуда привёз награду серебряного достоинства, выигранную в зачёте полутяжёлой весовой категории.
В 1991 году выиграл бронзовые медали на Панамериканских играх в Гаване и на чемпионате мира в Сиднее.
Благодаря череде удачных выступлений удостоился права защищать честь страны на летних Олимпийских играх 1992 года в Барселоне — в категории до 81 кг благополучно прошёл первого соперника по турнирной сетке, тогда как во втором бою со счётом 1:7 потерпел поражение от немца Торстена Мая.
После барселонской Олимпиады Браун ещё в течение некоторого времени оставался в боксёрской команде Канады и продолжал принимать участие в крупнейших международных соревнованиях. Так, в 1993 году он получил бронзу на мировом первенстве в Тампере, уступив в полуфинале кубинцу Рамону Гарбею, а в 1994 году был лучшим на Играх Содружества в Виктории.

### Профессиональная карьера
Покинув расположение канадской сборной, в апреле 1995 года Дейл Браун успешно дебютировал на профессиональном уровне. Долгое время не знал поражений, в частности в одном из ранних своих боёв взял верх над достаточно известным американским боксёром Морисом Харрисом (5-5-2), отправив его в нокаут в третьем раунде.
В 1996 году завоевал титул чемпиона Канады среди профессионалов в первой тяжёлой весовой категории, затем несколько лет удерживал титул чемпиона Североамериканской боксёрской федерации (NABF), в том числе одолел таких сильных боксёров как Арт Джиммерсон (33-11) и Лесли Стюарт (31-10).
Имея в послужном списке 19 побед без единого поражения, в 1999 году Браун удостоился права оспорить титул чемпиона мира в первом тяжёлом весе по версии Международной боксёрской федерации (IBF), который на тот момент принадлежал непобеждённому представителю Казахстана Василию Жирову (21-0). Чемпионский бой между ними состоялся в Лас-Вегасе на арене «Мандалай-Бэй», тем не менее, Браун проигрывал по очкам, а в десятом раунде был нокаутирован Жировым, потерпев тем самым первое поражение в профессиональной карьере.
Несмотря на проигрыш, Браун продолжил активно выходить на ринг, хотя уже в феврале 2000 года ему вновь пришлось проиграть — на сей раз проспекту из Гайаны Уэйну Брейтуэйту (10-0). При этом на кону стояли принадлежавший Брауну титул чемпиона NABF и принадлежавший Брейтуэйту титул интернационального чемпиона по версии Всемирного боксёрского совета (WBC).
В дальнейшем Браун сделал серию из десяти побед подряд и в августе 2002 года встретился с французом Жан-Марком Мормеком (27-2) в бою за титул чемпиона мира по версии Всемирной боксёрской ассоциации (WBA). Мормек победил техническим нокаутом в восьмом раунде и сохранил за собой чемпионский пояс.
В июне 2004 года Браун отметился победой над опытным американцем Робертом Дэниелсом (45-6-1), выиграв вакантные титулы NABF и NABO.
В 2005 году предпринял ещё одну попытку заполучить титул чемпиона мира IBF в первом тяжёлом весе, но вновь неудачно — его противостояние с ямайцем О’Нилом Беллом (23-1-1) продлилось все отведённые 12 раундов, в итоге судьи единогласным решением отдали победу его сопернику.
Последний раз боксировал среди профессионалов в январе 2007 года, уступив техническим нокаутом американцу Дарнеллу Уилсону (19-5-3). В общей сложности провёл на профи-ринге 42 боя, из них 35 выиграл (в том числе 22 досрочно), 6 проиграл, тогда как в одном случае была зафиксирована ничья.